# Полі(АДФ-рибоза)полімерази
Полі(АДФ-рибоза)-полімерази(ПАРП/PARP) – ферменти, головною функцією яких вважається каталіз АДФ-рибозилювання, один із видів  оборотної посттрансляційної модифікації, яка регулює активність білків-мішеней.

## Структура ферментів
Молекула ПАРП-1 (113 кДа) включає такі основні функціональні домени:
- N-кінцевий домен, що зв’язує ДНК, який містить два структурних „цинкових пальці” і розпізнає одно- та двониткові розриви ДНК;
- Центральний домен, що відповідає за білок-білкові взаємодії та за транспорт ферменту через ядерну пору, він здатний до автомодифікації;
- С-кінцевий каталітичний НАД+-зв’язувальний домен.[1]

Значна кількість ПАРП наявна в ядрах, їх активність виявлена в клітинах всіх вищих і більшості нижчих еукаріотів. Крім перерахованих доменів, представники родини ПАРП мають широкий спектр структурних і функціональних доменів, внаслідок чого ензими виконують різні фізіологічні функції.

## Механізм дії та фізіологічна роль ПАРП
Полі(АДФ-рибоза)-полімерази (ПАРП) – родина із 18 ферментів, які здійснюють синтез ПАР із нікотинамідаденіндинуклеотиду (НАД+). ПАРП-1, найбільш розповсюджена ізоформа, відіграє значну фізіологічну роль. Ядерний фермент ПАРП-1 активується при ушкоджені ДНК, починається синтез негативно заряджених ланцюгів полімеру АДФ-рибози із НАД+ та приєднує їх до гістонів. В результаті у гістонів збільшюється негативний заряд і рівень відштовхування від ДНК. Це призводить до деконденсації полінуклеосом, внаслідок чого ДНК стає доступною для протеїнів „риштування” та ензимів, задіяних у репарації і метаболізмі ДНК: XRCC1 (від англ. X-ray repair cross-complementing group-1), ДНК-лігази ІІІ, ДНК-полімерази-β, нуклеаз тощо.
Більшість фізіологічних субстратів полі-АДФ-рибозилювання – ядерні білки, які задіяні в підтриманні архітектури хроматину та метаболізмі нуклеїнових кислот: гістони, негістонові структурні компоненти хроматину, транскрипційні фактори, ядерні ферменти тощо. Вони мають специфічний ПАР-зв’язувальний структурний мотив з 20–26 амінокислот. Полі-АДФ-рибозилювання збільшує негативний заряд і розміри акцепторних білків, внаслідок чого змінюються їх функціональні властивості. 
Встановлена участь ПАРП-1 у підтримці стабільності геному та епігенетичних механізмах регуляції генної експресії.
Встановлено також ПАРП-1 передає сигнал низці білків, які здійснюють координовану відповідь клітини на ушкодження ДНК, зокрема призводить до швидкої акумуляції білка р53, активації його зв’язування з ДНК і транскрипційної активності. Затримка клітинного циклу, індукована активацією р53, забезпечує необхідний для репарації ДНК час. Таким чином, однією з найважливіших фізіологічних функцій ПАРП-1 є участь у підтриманні стабільності і цілісності геному.
Після прояву своєю функціональної активності, деградація ПАРП-1 починається відразу після ініціації синтезу полімеру.

## Патологічна роль
Однак за умов надмірної активації він задіяний у патогенезі багатьох захворювань. Це може бути опосередковано тим, що ПАРП-1 діє як коактиватор прозапальних транскрипційних факторів (зокрема, NF-κB та АР-1, що сприяє посиленому утворенню медіаторів запалення), а також впливом на життєздатність та шляхи загибелі клітин. Сильна активація ферменту при значному ушкодженні ДНК спричиняє виснаження клітинних ресурсів НАД+ та АТФ, що може призводити до некрозу або переключати шлях загибелі з апоптотичного (який потребує значного енергетичного забезпечення) на некротичний.

## Роль в захворюваннях
Підвищення активності ПАРП-1 було виявлено при таких захворюваннях людини з імунним компонентом у патогенезі, як множинний склероз, хронічне обструктивне ушкодження дихальних шляхів, аутоімунний нефрит, септичний шок тощо, причому рівень активації ферменту корелював із ступенем ураження. Інгібування ПАРП запобігало та послаблювало запальний процес в експериментальних моделях аутоімунних і запальних захворювань (при хворобі Паркінсона, аутоімунному нефриті, хронічному запаленні кишечника, експериментальному алергічному енцефаломієліті, аутоімунному гепатиті, експериментальному ураженні легень, за умов контактної гіперчутливості, на моделях септичного і геморагічного шоку та ін.

## Протиканцерогенна практика
PARP інгібітори використовуються в протиканцерогенній практиці для лікування деяких типів раку, зокрема раку яєчників і раку молочної залози. Ці ліки спрямовані на блокування активності PARP і призначаються пацієнтам, у яких присутні дефекти у системах ремонту пошкоджень ДНК, такі як мутації у генах BRCA1 і BRCA2.
PARP грає важливу роль у ремонті пошкоджень одноланцюгової ДНК, а також у регуляції запуску відповідей та апоптозу. Інгібітори PARP призначаються з метою перешкодити ремонтові ДНК та збільшити накопичення пошкоджень в клітині. Це особливо ефективно у клітинах, які вже мають дефекти у системах ремонту ДНК, наприклад, у пацієнтів з мутаціями BRCA-генів.
Інгібітори PARP дозволяють створити так званий "синтетичний смертельний" ефект, коли пошкоджена клітина не може ефективно відновити свою ДНК та підлягає апоптозу. Це призводить до знищення ракових клітин і зупинки росту пухлин.

## Перспективи ПАРП в медицині та розробці препаратів.
Отримані результати досліджень свідчать про патогенетичну роль ПАРП у розвитку імунокомплексного ушкодження, а саме про механізми протективної дії інгібіторів ПАРП-1, які здатні перервати порочне коло ПАРП-опосередкованого посилення імунозапальних процесів, а також про перспективність терапевтичного застосування інгібіторів ПАРП при хворобах. Розробка препаратів, які диференційовано впливали б на клітинну загибель за різними шляхами є важливою для лікування аутоімунних уражень: вони повинні зменшувати прозапальну та імуногенну некротичну загибель, водночас не пригнічуючи апоптоз. Зважаючи на фізіологічну роль ПАРП, доцільнішим і безпечнішим лікувальним підходом для інгібування ферменту полі(АДФ-рибоза)-полімерази вважають природні модулятори його активності. Деякі форми вітаміну Д, флавоноїди, тощо. 

## Список джерел
1. ↑   (PDF) https://fz.kiev.ua/journals/2012_V.58/Fiziologichnyi%20Zhurnal%2058(3)_2012/Fiziologichnyi%20Zhurnal%2058(3)__2012%20min.pdf#page=95. {{cite web}}: Пропущений або порожній |title= (довідка)
2. ↑  Hrushka, N. H.; Pavlovych, S. I.; Kondratska, O. A.; Pilkevych, N. O.; Yanchii, R. I. (2019). Інгібування полі(АДФ-рибозо)полімерази сприяє зменшенню оксидативного стресу в печінці мишей за умов експериментальної ендотоксемії. Патологія (укр.). № 3. doi:10.14739/2310-1237.2019.3.188796. ISSN 2310-1237. Процитовано 19 червня 2023.
3. ↑   (PDF) https://fz.kiev.ua/journals/2017_V.63/2017_1/1_2017-43-50.pdf. {{cite web}}: Пропущений або порожній |title= (довідка)
4. ↑  Срібна, В. О.; Грушка, Н. Г.; Мартинова, Т. В.; Макогон, Н. В. (2016). Функціональна активність клітин уродженого імунітету при інгібуванні полі(АДФ-рибозо)полімерази за умов експериментальної імунокомплексної патології. Експериментальна і клінічна медицина (укр.). Т. 71, № 2. с. 189—193. ISSN 2710-1487. Процитовано 19 червня 2023.